# دان كالاهان
دان كالاهان (بالإنجليزية: Dan Callahan)‏ هو لاعب كرة قدم أمريكية أمريكي، ولد في 11 يوليو 1938 في آكرون في الولايات المتحدة.

## وصلات خارجية
- دان كالاهان على موقع مرجع كرة القدم المحترفة.كوم (الإنجليزية)